# Balthasar van der Pol
Balthasar van der Pol (Utrecht, 27 de enero de 1889 – Wassenaar, 6  de octubre de 1959) fue un físico neerlandés.
Van der Pol estudió física en Utrecht, y obtuvo su doctorado en 1920. Estudió física experimental con John Ambrose Fleming y Sir J. J. Thomson en Inglaterra. Ingresó en los laboratorios de Philips en 1921, y trabajó en esa empresa hasta su jubilación en 1949.
Sus campos de investigación fueron la propagación de ondas, teoría de circuitos, y física matemática.
Las ecuaciones diferenciales de los sistemas eléctricos acoplados atrajeron su interés y desarrolló la idea de las "oscilaciones de relajación".

## Reconocimientos y membresía
- Fue miembro de la Real Academia de Artes y Ciencias de los Países Bajos desde 1949.[5]
- Desde 1957 fue miembro corresponsal de la Academia de Ciencias de Francia.[6]
- El oscilador de van der Pol recibe este nombre en su honor.
- Recibió la medalla de honor del Institute of Radio Engineers (en la actualidad IEEE) en 1935.[7]
- El asteroide (10443) van der Pol también le recuerda.[7]